# Campionato francese di rugby a 15
Il Campionato francese di rugby, chiamato, altresì, Top 14, è il massimo campionato francese di rugby. Assieme alla Pro D2 fa parte della Ligue nationale de rugby, la lega francese che gestisce i campionati nazionali e professionistici di rugby, antecedenti quelli di livello amatoriale.
Il campionato si articola in due fasi. La prima fase, detta di qualificazione, è un girone all'italiana con partite di andata e ritorno con tutte le 14 squadre. Al termine, le ultime due squadre classificate vengono retrocesse nella seconda divisione (detta Pro D2) mentre le prime sei classificate (le prime quattro fino alla stagione 2008-2009) disputano la fase finale per il titolo ad eliminazione diretta.
Al vincitore del campionato viene assegnato come trofeo il Bouclier de Brennus, istituito secondo un disegno di Pierre De Coubertin in onore di Charles Brennus, cofondatore della federazione di rugby francese.

## Il rugby in Francia
Il rugby a 15 fu introdotto in Francia intorno al 1870 dagli inglesi che lavoravano in oltremanica. Già nel 1872, alcuni di loro fondarono il Le Havre Athletic Club con il quale praticano una forma ibrida di rugby e calcio.
Il primo vero club di rugby francese fu il Taylors RFC, fondato da uomini d'affari inglesi a Parigi nel 1877, seguito dal Paris Football Club l'anno successivo. Lo scioglimento di quest'ultimo portò alla costituzione del Racing Club nel 1882, dello Stade français nel 1883 (o 1887) e dell'Olympique de Paris nel 1888.
Lo sviluppo del rugby fu promosso in Francia da Pierre de Coubertin che desiderava riprodurre questo modello educativo inglese nelle grandi istituzioni parigine come una riabilitazione fisica e morale delle future élite del paese in seguito alla sconfitta del 1870.

## Storia
La prima competizione avvenne nel 1892 e fu una partita singola fra il Racing e lo Stade Français.
La vittoria andò al Racing che vinse il primo titolo, ma gli "Stadistes" ebbero la loro rivincita l'anno successivo in finale. All'inizio del Novecento le squadre partecipanti arrivarono anche da fuori Parigi, cosa che prima non succedeva.
Nel decennio successivo la vittoria venne contesa principalmente dal Racing, dallo Stade Français e dallo Stade Bordelais. Quest'ultimo vinse ben cinque titoli in questo periodo. La consuetudine di questo periodo era giocare negli stadi vicino a Parigi, con l'eccezione delle edizioni del 1903 e del 1909 che si giocarono a Tolosa. Prima dell'inizio della prima guerra mondiale altre squadre, come il Perpignan e lo Stade toulousain, vinsero il loro primo titolo.
A causa della guerra il campionato non venne giocato e al suo posto venne disputata la Coupe de l'Espérance, alla quale partecipavano in gran parte militari non ancora arruolati.
Il campionato regolare tornò della stagione del 1920. Negli anni 1920 il Tolosa vinse cinque titoli, diventando uno dei club più importanti di Francia; le venne dato il nome di Vergine Rossa dopo il suo titolo del 1912, durante il quale la squadra rimase imbattuta per tutta la stagione. Anche il Perpignano vinse due titoli di campione, tra cui quello del 1925 contro Carcassonne per il quale si disputarono due finali, poiché la prima era terminata con un pareggio.
Gli anni 1930 furono dominati dal Biarritz (quattro finali e due titoli di campionato) e dal Lione (tre finali e due titoli). Fuori dal campo, questi furono anni di crisi per il campionato: il titolo di campione di Francia divenne ambito e portò a violenza sul campo e accuse di professionismo. Nel dicembre 1930, alcuni club denunciarono il dilettantismo mascherato praticato da alcune squadre (emblematico è il caso Quillan, tre volte finalista tra il 1928 e il 1930, e campione nel 1929, in una città di appena tremila abitanti) e decisero di abbandonare la FFR. Dieci club (tra i quali sette ex campioni di Francia) fondarono l'Union française de rugby amateur (UFRA) con l'obiettivo di rimanere fedeli agli ideali del fair-play e del dilettantismo del rugby e chiesero alla Federazione francese di ripristinare l'ordine, ma la risposta della FFR fu quella di escludere i club fondatori dal campionato. Un totale di quattordici squadre si ritirarono: Grenoble, US Perpignano, Tolosa, Stade français, Pau, Nantes, Biarritz, SC Lyon, Carcassonne, Limoges, Bayonne, seguiti da Narbonne e Tarbes. Come risultato di queste tensioni, la Nazionale della Francia venne boicottata dalle squadre britanniche che non accettarono queste derive violente, al punto da essere esclusa dal Torneo delle Cinque Nazioni. 
In questi due anni si svolsero due campionati paralleli: quello organizzato dalla FFR, che vide affermarsi Tolone e Lione, e quello dell'UFRA, che invece fu dominato dal Tolosa in entrambe le stagioni. La FFR raggiunse finalmente un accordo nel 1932 con le società dissidenti, ma le conseguenze della crisi furono profonde: il numero di società e giocatori diminuì, numerosi club chiusero completamente l'attività, mentre altri si unirono al rugby a 13, professionista, lanciato nel 1934 in Francia. In questi anni Bordeaux e Tolosa divennero le capitali delle competizioni nazionali, Agen (in finale contro Quillan fu la prima ad andare in overtime), Biarritz, Narbonne e Vienne vinsero il loro primo titolo.
La Nazionale francese fu nuovamente autorizzata dai britannici a giocare il torneo nel 1940, ma questa edizione non si svolse a causa della seconda guerra mondiale. Anche il campionato in seguito si fermò dal 1940 al 1942.
Dopo l'interruzione per la guerra, la finale tornò a svolgersi a Parigi e si giocò al Parco dei Principi per quattro anni (1943-1946).
Sul finire degli anni quaranta il campionato venne vinto da varie squadre: ad esempio il Castres Olympique vinse sia nel 1949 sia nel 1950.
L'FC Lourdes fu un club dominante durante gli anni cinquanta, vincendo cinque campionati e successivamente anche quello del 1960.
L'Agen vinse tre titoli durante il decennio degli anni sessanta. Particolare fu la finale del 1968: vennero giocate due finali che non diedero un risultato conclusivo. La prima finale terminò 6-6 e quindi ne venne giocata un'altra, che finì 9-9. Non potendo giocare un'altra finale, poiché la Nazionale doveva andare in tour in Nuova Zelanda e Sudafrica, il titolo venne assegnato al Lourdes, che aveva segnato due mete contro le zero del Tolone.
L'AS Bèziers vinse il suo primo titolo nel 1961, ma furono gli anni settanta quelli in cui questo club scrisse la sua storia. Vinse sei campionati durante questo decennio e altri quattro agli inizi degli anni ottanta. Nel resto di questo decennio fu lo Stade toulousain a dominare la scena, vincendo il campionato nel 1985, nel 1986 e nel 1989.
Il campionato 1990 fu conquistato dal Racing, che vinse di nuovo il titolo dopo 31 anni. Tolone, il Castres Olympique, lo Stade Toulousain e lo Stade Français vinsero le finali seguenti. Per la finale del 1998 venne costruito quello che sarebbe stato da lì in poi anche lo stadio nazionale francese: lo Stade de France. Nel frattempo le squadre francesi iniziarono anche a competere nell'Heineken Cup.
La competizione ha avuto un'enorme popolarità nella stagione 2005-2006. Per citare un esempio, il 15 ottobre 2005 lo Stade Français fu seguito da 79 502 persone allo Stade de France in una sua competizione casalinga contro Tolosa. Record che venne superato da una rivincita della finale tra Biarritz Olympique e Stade Français con un totale di 79 604. Il record attuale è detenuto dalla finale del 2007 fra Stade Français e Clermont, seguita allo Stade de France da 79 654 persone.
Nel 2010, all'undicesimo tentativo in finale, il Clermont conquistò il titolo, battendo il Perpignan per 19-6.
Successivamente il Tolosa tornò alla vittoria del campionato per due anni consecutivi, portando a 19 il numero dei titoli conquistati nella propria storia, confermandosi così ancora di più la squadra più titolata di Francia: prima contro la rivelazione del campionato Montpellier e l'anno dopo contro il Tolone dell'asso inglese Jonny Wilkinson.
La stagione 2012-2013 si concluse con la finale tra Tolone, da poco campione d'Europa dopo la vittoria contro Clermont, e Castres Olympique. Gli occitani si imposero per 19 a 14 e tornarono alla vittoria del titolo dopo venti anni. Nel 2015 lo Stade Français fece scalpore eliminando i tre volte campioni d'Europa del Tolone e battendo in finale Clermont. Fu il 14º titolo per i parigini e l'11° illusione per Clermont in finale, che perse anche la finale di Champions Cup contro Tolone.
La finale 2016 si giocò al Camp Nou di Barcellona, per via dell'indisponibilità dei principali stadi francesi in occasione del Campionato europeo di calcio 2016. Davanti a quasi 100 000 spettatori (record mondiale di pubblico per una partita di rugby), il Racing 92 di Dan Carter batté Tolone e conquistò il titolo a 26 anni di distanza dall'ultimo; il mese precedente i parigini avevano anche sfiorato la vittoria in Champions Cup.
Il 2017 fu l'anno di Clermont: doppia finale. In campionato vi u la rivincita ai danni di Tolone per 22-16, con il secondo titolo nazionale e in Champions, dopo le vittorie contro Tolone nei quarti e Leinster in semifinale, arrivò la sconfitta in finale contro i Saracens.

## Finali
| Ediz.       | Data della finale                                                     | Vincitore                                                             | Finalista                                                             | Risultato                                                             | Luogo della finale                                                    | Spettatori                                                            |
| 1892        | 20 marzo 1892                                                         | Racing Club                                                           | Stade français                                                        | 4-3                                                                   | Bagatelle, Parigi                                                     | 2 000                                                                 |
| 1893        | 19 maggio 1893                                                        | Stade français                                                        | Racing Club                                                           | 7-3                                                                   | Bécon-les-Bruyères                                                    | 1 200                                                                 |
| 1894        | 18 marzo 1894                                                         | Stade français                                                        | Inter NOS                                                             | 18-0                                                                  | Bécon-les-Bruyères                                                    | 1 500                                                                 |
| 1895        | 17 marzo 1895                                                         | Stade français                                                        | Olympique de Paris                                                    | 16-0                                                                  | Vélodrome, Courbevoie                                                 | 1 500                                                                 |
| 1896        | 5 aprile 1896                                                         | Olympique de Paris                                                    | Stade français                                                        | 12-0                                                                  | Vélodrome, Courbevoie                                                 | 1 500                                                                 |
| 1897        | 1897                                                                  | Stade français                                                        | Olympique de Paris                                                    | [ 4 ]                                                                 | ...                                                                   | ...                                                                   |
| 1898        | 1898                                                                  | Stade français                                                        | Racing Club                                                           | [ 5 ]                                                                 | ...                                                                   | ...                                                                   |
| 1899        | 30 aprile 1899                                                        | Bordeaux                                                              | Stade français                                                        | 5-3                                                                   | Route du Médoc, Le Bouscat                                            | 3 000                                                                 |
| 1900        | 22 aprile 1900                                                        | Racing Club                                                           | Bordeaux                                                              | 37-3                                                                  | Levallois-Perret                                                      | 1 500                                                                 |
| 1901        | 31 marzo 1901                                                         | Stade français                                                        | Bordeaux                                                              | 3-0                                                                   | Route du Médoc, Le Bouscat                                            | 1 500                                                                 |
| 1902        | 23 marzo 1902                                                         | Racing Club                                                           | Bordeaux                                                              | 6-0                                                                   | Parc des Princes, Parigi                                              | 1 000                                                                 |
| 1903        | 26 aprile 1903                                                        | Stade français                                                        | Tolosa                                                                | 16-8                                                                  | Prairie des Filtres, Tolosa                                           | 5 000                                                                 |
| 1904        | 27 marzo 1904                                                         | Bordeaux                                                              | Stade français                                                        | 3-0                                                                   | La Faisanderie, Saint-Cloud                                           | 2 000                                                                 |
| 1905        | 16 aprile 1905                                                        | Bordeaux                                                              | Stade français                                                        | 12-3                                                                  | Route du Médoc, Le Bouscat                                            | 6 000                                                                 |
| 1906        | 8 aprile 1906                                                         | Bordeaux                                                              | Stade français                                                        | 9-0                                                                   | Parco dei Principi, Parigi                                            | 4 000                                                                 |
| 1907        | 24 marzo 1907                                                         | Bordeaux                                                              | Stade français                                                        | 14-3                                                                  | Route du Médoc, Le Bouscat                                            | 12 000                                                                |
| 1908        | 5 aprile 1908                                                         | Stade français                                                        | Bordeaux                                                              | 16-3                                                                  | Stade Yves-du-Manoir, Colombes                                        | 10 000                                                                |
| 1909        | 4 aprile 1909                                                         | Bordeaux                                                              | Tolosa                                                                | 17-0                                                                  | Stade des Ponts Jumeaux, Tolosa                                       | 15 000                                                                |
| 1910        | 17 aprile 1910                                                        | FC Lyon                                                               | Bordeaux                                                              | 13-8                                                                  | Parco dei Principi, Parigi                                            | 8 000                                                                 |
| 1911        | 8 aprile 1911                                                         | Bordeaux                                                              | SC Universitaire                                                      | 14-0                                                                  | Route du Médoc, Le Bouscat                                            | 12 000                                                                |
| 1912        | 31 marzo 1912                                                         | Tolosa                                                                | Racing Club                                                           | 8-6                                                                   | Stade des Ponts Jumeaux, Tolosa                                       | 15 000                                                                |
| 1913        | 20 aprile 1913                                                        | Bayonne                                                               | SC Universitaire                                                      | 31-8                                                                  | Stade Yves-du-Manoir, Colombes                                        | 20 000                                                                |
| 1914        | 3 maggio 1914                                                         | Perpignano                                                            | Tarbes                                                                | 8-7                                                                   | Stade des Ponts Jumeaux, Tolosa                                       | 15 000                                                                |
| 1915 - 1919 | Causa Prima guerra mondiale si è giocato la Coupe de l'Espérance      | Causa Prima guerra mondiale si è giocato la Coupe de l'Espérance      | Causa Prima guerra mondiale si è giocato la Coupe de l'Espérance      | Causa Prima guerra mondiale si è giocato la Coupe de l'Espérance      | Causa Prima guerra mondiale si è giocato la Coupe de l'Espérance      | Causa Prima guerra mondiale si è giocato la Coupe de l'Espérance      |
| 1919-20     | 25 aprile 1920                                                        | Tarbes                                                                | Racing Club                                                           | 8-3                                                                   | Route du Médoc, Le Bouscat                                            | 20 000                                                                |
| 1920-21     | 17 aprile 1921                                                        | Perpignano                                                            | Tolosa                                                                | 5-0                                                                   | Parc des Sports de Sauclières, Béziers                                | 20 000                                                                |
| 1921-22     | 23 aprile 1922                                                        | Tolosa                                                                | Bayonne                                                               | 6-0                                                                   | Route du Médoc, Le Bouscat                                            | 20 000                                                                |
| 1922-23     | 13 maggio 1923                                                        | Tolosa                                                                | Bayonne                                                               | 3-0                                                                   | Stade Yves-du-Manoir, Colombes                                        | 15 000                                                                |
| 1923-24     | 27 aprile 1924                                                        | Tolosa                                                                | Perpignano                                                            | 3-0                                                                   | Stade Municipal, Bordeaux                                             | 20 000                                                                |
| 1924-25     | 3 maggio 1925                                                         | Perpignano                                                            | Carcassonne                                                           | 5-0                                                                   | Maraussan, Narbonne                                                   | 20 000                                                                |
| 1925-26     | 2 maggio 1926                                                         | Tolosa                                                                | Perpignano                                                            | 11-0                                                                  | Stade Municipal, Bordeaux                                             | 25 000                                                                |
| 1926-27     | 29 maggio 1927                                                        | Tolosa                                                                | Stade français                                                        | 19-9                                                                  | Stade des Ponts Jumeaux, Tolosa                                       | 20 000                                                                |
| 1927-28     | 6 maggio 1928                                                         | Pau                                                                   | Quillan                                                               | 6-4                                                                   | Stade des Ponts Jumeaux, Tolosa                                       | 20 000                                                                |
| 1928-29     | 19 maggio 1929                                                        | Quillan                                                               | FC Lézignan                                                           | 11-8                                                                  | Stade des Ponts Jumeaux, Tolosa                                       | 20 000                                                                |
| 1929-30     | 18 maggio 1930                                                        | Agen                                                                  | Quillan                                                               | 4-0 AP                                                                | Stade Municipal, Bordeaux                                             | 28 000                                                                |
| 1930-31     | 10 maggio 1931                                                        | Tolone                                                                | Lione                                                                 | 6-3                                                                   | Stade Municipal, Bordeaux                                             | 10 000                                                                |
| 1931-32     | 5 maggio 1932                                                         | Lione                                                                 | Narbonne                                                              | 9-3                                                                   | Stade Municipal, Bordeaux                                             | 13 000                                                                |
| 1932-33     | 7 maggio 1933                                                         | Lione                                                                 | Narbonne                                                              | 10-3                                                                  | Stade Municipal, Bordeaux                                             | 15 000                                                                |
| 1933-34     | 13 maggio 1934                                                        | Bayonne                                                               | Biarritz                                                              | 13-8                                                                  | Stade des Ponts Jumeaux, Tolosa                                       | 18 000                                                                |
| 1934-35     | 12 maggio 1935                                                        | Biarritz                                                              | Perpignano                                                            | 3-0                                                                   | Stade des Ponts Jumeaux, Tolosa                                       | 23 000                                                                |
| 1935-36     | 10 maggio 1936                                                        | Narbonne                                                              | Montferrand                                                           | 6-3                                                                   | Stade des Ponts Jumeaux, Tolosa                                       | 25 000                                                                |
| 1936-37     | 2 maggio 1937                                                         | Vienne                                                                | Montferrand                                                           | 13-7                                                                  | Stade des Ponts Jumeaux, Tolosa                                       | 17 000                                                                |
| 1937-38     | 8 maggio 1938                                                         | Perpignano                                                            | Biarritz                                                              | 11-6                                                                  | Stade des Ponts Jumeaux, Tolosa                                       | 24 600                                                                |
| 1938-39     | 30 aprile 1939                                                        | Biarritz                                                              | Perpignano                                                            | 6-0 AP                                                                | Stade des Ponts Jumeaux, Tolosa                                       | 23 000                                                                |
| 1940 - 1942 | A causa della seconda guerra mondiale non si disputò alcun campionato | A causa della seconda guerra mondiale non si disputò alcun campionato | A causa della seconda guerra mondiale non si disputò alcun campionato | A causa della seconda guerra mondiale non si disputò alcun campionato | A causa della seconda guerra mondiale non si disputò alcun campionato | A causa della seconda guerra mondiale non si disputò alcun campionato |
| 1942-43     | 21 marzo 1943                                                         | Bayonne                                                               | Agen                                                                  | 3-0                                                                   | Parco dei Principi, Parigi                                            | 28 000                                                                |
| 1943-44     | 26 marzo 1944                                                         | Perpignano                                                            | Bayonne                                                               | 20-5                                                                  | Parco dei Principi, Parigi                                            | 35 000                                                                |
| 1944-45     | 7 aprile 1945                                                         | Agen                                                                  | Lourdes                                                               | 7-3                                                                   | Parco dei Principi, Parigi                                            | 30 000                                                                |
| 1945-46     | 24 marzo 1946                                                         | Pau                                                                   | Lourdes                                                               | 11-0                                                                  | Parco dei Principi, Parigi                                            | 30 000                                                                |
| 1946-47     | 13 aprile 1947                                                        | Tolosa                                                                | Agen                                                                  | 10-3                                                                  | Stade des Ponts Jumeaux, Tolosa                                       | 25 000                                                                |
| 1947-48     | 18 aprile 1948                                                        | Lourdes                                                               | Tolone                                                                | 11-3                                                                  | Stade des Ponts Jumeaux, Tolosa                                       | 29 753                                                                |
| 1948-49     | 22 maggio 1949                                                        | Castres                                                               | Mont-de-Marsan                                                        | 14-3                                                                  | Stade des Ponts Jumeaux, Tolosa                                       | 23 000                                                                |
| 1949-50     | 16 aprile 1950                                                        | Castres                                                               | Racing Club                                                           | 11-8                                                                  | Stade des Ponts Jumeaux, Tolosa                                       | 25 000                                                                |
| 1950-51     | 20 maggio 1951                                                        | Carmaux                                                               | Tarbes                                                                | 14-12 AP                                                              | Stadium Municipal, Tolosa                                             | 39 450                                                                |
| 1951-52     | 4 maggio 1952                                                         | Lourdes                                                               | Perpignano                                                            | 20-11                                                                 | Stadium Municipal, Tolosa                                             | 32 500                                                                |
| 1952-53     | 17 maggio 1953                                                        | Lourdes                                                               | Mont-de-Marsan                                                        | 21-16                                                                 | Stadium Municipal, Tolosa                                             | 32 500                                                                |
| 1953-54     | 23 maggio 1954                                                        | Grenoble                                                              | Cognac                                                                | 5-3                                                                   | Stadium Municipal, Tolosa                                             | 34 230                                                                |
| 1954-55     | 22 maggio 1955                                                        | Perpignano                                                            | Lourdes                                                               | 11-6                                                                  | Stade Municipal, Bordeaux                                             | 39 764                                                                |
| 1955-56     | 3 giugno 1956                                                         | Lourdes                                                               | Dax                                                                   | 20-0                                                                  | Stadium Municipal, Tolosa                                             | 38 426                                                                |
| 1956-57     | 26 maggio 1957                                                        | Lourdes                                                               | Racing Club                                                           | 16-13                                                                 | Stade de Gerland, Lione                                               | 30 000                                                                |
| 1957-58     | 18 maggio 1958                                                        | Lourdes                                                               | Mazamet                                                               | 25-8                                                                  | Stadium Municipal, Tolosa                                             | 37 164                                                                |
| 1958-59     | 24 maggio 1959                                                        | Racing Club                                                           | Mont-de-Marsan                                                        | 8-3                                                                   | Stade Municipal, Bordeaux                                             | 31 098                                                                |
| 1959-60     | 22 maggio 1960                                                        | Lourdes                                                               | Béziers                                                               | 14-11                                                                 | Stadium Municipal, Tolosa                                             | 37 200                                                                |
| 1960-61     | 28 maggio 1961                                                        | Béziers                                                               | Dax                                                                   | 6-3                                                                   | Stade de Gerland, Lione                                               | 35 000                                                                |
| 1961-62     | 27 maggio 1962                                                        | Agen                                                                  | Béziers                                                               | 14-11                                                                 | Stadium Municipal, Tolosa                                             | 37 705                                                                |
| 1962-63     | 2 giugno 1963                                                         | Mont-de-Marsan                                                        | Dax                                                                   | 9-6                                                                   | Stade Municipal, Bordeaux                                             | 39 000                                                                |
| 1963-64     | 24 maggio 1964                                                        | Pau                                                                   | Béziers                                                               | 14-0                                                                  | Stadium Municipal, Tolosa                                             | 27 797                                                                |
| 1964-65     | 23 maggio 1965                                                        | Agen                                                                  | Brive                                                                 | 15-8                                                                  | Stade de Gerland, Lione                                               | 28 758                                                                |
| 1965-66     | 22 maggio 1966                                                        | Agen                                                                  | Dax                                                                   | 9-8                                                                   | Stadium Municipal, Tolosa                                             | 28 803                                                                |
| 1966-67     | 28 maggio 1967                                                        | Montauban                                                             | Bègles                                                                | 11-3                                                                  | Stade Municipal, Bordeaux                                             | 32 115                                                                |
| 1967-68     | 16 giugno 1968                                                        | Lourdes                                                               | Tolone                                                                | 9-9 AP                                                                | Stadium Municipal, Tolosa                                             | 28 526                                                                |
| 1968-69     | 18 maggio 1969                                                        | Bègles                                                                | Tolosa                                                                | 11-9                                                                  | Stade de Gerland, Lione                                               | 22 191                                                                |
| 1969-70     | 17 maggio 1970                                                        | La Voulte                                                             | Montferrand                                                           | 3-0                                                                   | Stadium Municipal, Tolosa                                             | 35 000                                                                |
| 1970-71     | 16 maggio 1971                                                        | Béziers                                                               | Tolone                                                                | 15-9 AP                                                               | Stade Municipal, Bordeaux                                             | 27 737                                                                |
| 1971-72     | 21 maggio 1972                                                        | Béziers                                                               | Brive                                                                 | 9-0                                                                   | Stade de Gerland, Lione                                               | 31 161                                                                |
| 1972-73     | 20 maggio 1973                                                        | Tarbes                                                                | Dax                                                                   | 18-12                                                                 | Stadium Municipal, Tolosa                                             | 26 952                                                                |
| 1973-74     | 12 maggio 1974                                                        | Béziers                                                               | Narbonne                                                              | 16-14                                                                 | Parco dei Principi, Parigi                                            | 40 609                                                                |
| 1974-75     | 18 maggio 1975                                                        | Béziers                                                               | Brive                                                                 | 13-12                                                                 | Parco dei Principi, Parigi                                            | 39 991                                                                |
| 1975-76     | 23 maggio 1976                                                        | Agen                                                                  | Béziers                                                               | 13-10 AP                                                              | Parco dei Principi, Parigi                                            | 40 300                                                                |
| 1976-77     | 29 maggio 1977                                                        | Béziers                                                               | Perpignano                                                            | 12-4                                                                  | Parco dei Principi, Parigi                                            | 41 821                                                                |
| 1977-78     | 28 maggio 1978                                                        | Béziers                                                               | Montferrand                                                           | 31-9                                                                  | Parco dei Principi, Parigi                                            | 42 004                                                                |
| 1978-79     | 27 maggio 1979                                                        | Narbonne                                                              | Bagnères                                                              | 10-0                                                                  | Parco dei Principi, Parigi                                            | 41 981                                                                |
| 1979-80     | 25 maggio 1980                                                        | Béziers                                                               | Tolosa                                                                | 10-6                                                                  | Parco dei Principi, Parigi                                            | 43 350                                                                |
| 1980-81     | 23 maggio 1981                                                        | Béziers                                                               | Bagnères                                                              | 22-13                                                                 | Parco dei Principi, Parigi                                            | 44 106                                                                |
| 1981-82     | 29 maggio 1982                                                        | Agen                                                                  | Bayonne                                                               | 18-9                                                                  | Parco dei Principi, Parigi                                            | 41 165                                                                |
| 1982-83     | 28 maggio 1983                                                        | Béziers                                                               | RC Nizza                                                              | 14-6                                                                  | Parco dei Principi, Parigi                                            | 43 100                                                                |
| 1983-84     | 26 maggio 1984                                                        | Béziers                                                               | Agen                                                                  | 21-21 AP                                                              | Parco dei Principi, Parigi                                            | 44 076                                                                |
| 1984-85     | 25 maggio 1985                                                        | Tolosa                                                                | Tolone                                                                | 36-22 AP                                                              | Parco dei Principi, Parigi                                            | 37 000                                                                |
| 1985-86     | 24 maggio 1986                                                        | Tolosa                                                                | Agen                                                                  | 16-6                                                                  | Parco dei Principi, Parigi                                            | 45 145                                                                |
| 1986-87     | 22 maggio 1987                                                        | Tolone                                                                | Racing Club                                                           | 15-12                                                                 | Parco dei Principi, Parigi                                            | 48 000                                                                |
| 1987-88     | 28 maggio 1988                                                        | Agen                                                                  | Tarbes                                                                | 9-3                                                                   | Parco dei Principi, Parigi                                            | 48 000                                                                |
| 1988-89     | 27 maggio 1989                                                        | Tolosa                                                                | Tolone                                                                | 18-12                                                                 | Parco dei Principi, Parigi                                            | 48 000                                                                |
| 1989-90     | 26 maggio 1990                                                        | Racing Club                                                           | Agen                                                                  | 22-12 AP                                                              | Parco dei Principi, Parigi                                            | 45 069                                                                |
| 1990-91     | 1º giugno 1991                                                        | Bègles                                                                | Tolosa                                                                | 19-10                                                                 | Parco dei Principi, Parigi                                            | 48 000                                                                |
| 1991-92     | 6 giugno 1992                                                         | Tolone                                                                | Biarritz                                                              | 19-14                                                                 | Parco dei Principi, Parigi                                            | 48 000                                                                |
| 1992-93     | 5 giugno 1993                                                         | Castres                                                               | Grenoble                                                              | 14-11                                                                 | Parco dei Principi, Parigi                                            | 48 000                                                                |
| 1993-94     | 28 maggio 1994                                                        | Tolosa                                                                | Montferrand                                                           | 22-16                                                                 | Parco dei Principi, Parigi                                            | 48 000                                                                |
| 1994-95     | 6 maggio 1995                                                         | Tolosa                                                                | Castres                                                               | 31-16                                                                 | Parco dei Principi, Parigi                                            | 48 615                                                                |
| 1995-96     | 1º giugno 1996                                                        | Tolosa                                                                | Brive                                                                 | 20-13                                                                 | Parco dei Principi, Parigi                                            | 48 162                                                                |
| 1996-97     | 31 maggio 1997                                                        | Tolosa                                                                | Bourgoin-Jallieu                                                      | 12-6                                                                  | Parco dei Principi, Parigi                                            | 44 000                                                                |
| 1997-98     | 16 maggio 1998                                                        | Stade français                                                        | Perpignano                                                            | 34-7                                                                  | Stade de France, Saint-Denis                                          | 78 000                                                                |
| 1998-99     | 29 maggio 1999                                                        | Tolosa                                                                | Montferrand                                                           | 15-11                                                                 | Stade de France, Saint-Denis                                          | 78 000                                                                |
| 1999-00     | 15 luglio 2000                                                        | Stade français                                                        | Colomiers                                                             | 28-23                                                                 | Stade de France, Saint-Denis                                          | 78 000                                                                |
| 2000-01     | 9 giugno 2001                                                         | Tolosa                                                                | Montferrand                                                           | 34-22                                                                 | Stade de France, Saint-Denis                                          | 78 000                                                                |
| 2001-02     | 8 giugno 2002                                                         | Biarritz                                                              | Agen                                                                  | 25-22 AP                                                              | Stade de France, Saint-Denis                                          | 78 457                                                                |
| 2002-03     | 7 giugno 2003                                                         | Stade français                                                        | Tolosa                                                                | 32-18                                                                 | Stade de France, Saint-Denis                                          | 78 000                                                                |
| 2003-04     | 26 giugno 2004                                                        | Stade français                                                        | Perpignano                                                            | 38-20                                                                 | Stade de France, Saint-Denis                                          | 79 722                                                                |
| 2004-05     | 11 giugno 2005                                                        | Biarritz                                                              | Stade français                                                        | 37-34 AP                                                              | Stade de France, Saint-Denis                                          | 79 475                                                                |
| 2005-06     | 10 giugno 2006                                                        | Biarritz                                                              | Tolosa                                                                | 40-13                                                                 | Stade de France, Saint-Denis                                          | 79 474                                                                |
| 2006-07     | 9 giugno 2007                                                         | Stade français                                                        | Clermont                                                              | 23-18                                                                 | Stade de France, Saint-Denis                                          | 79 654                                                                |
| 2007-08     | 29 giugno 2008                                                        | Tolosa                                                                | Clermont                                                              | 26-20                                                                 | Stade de France, Saint-Denis                                          | 79 474                                                                |
| 2008-09     | 6 giugno 2009                                                         | Perpignano                                                            | Clermont                                                              | 22-13                                                                 | Stade de France, Saint-Denis                                          | 79 205                                                                |
| 2009-10     | 29 maggio 2010                                                        | Clermont                                                              | Perpignano                                                            | 19-6                                                                  | Stade de France, Saint-Denis                                          | 79 869                                                                |
| 2010-11     | 4 giugno 2011                                                         | Tolosa                                                                | Montpellier                                                           | 15-10                                                                 | Stade de France, Saint-Denis                                          | 78 956                                                                |
| 2011-12     | 9 giugno 2012                                                         | Tolosa                                                                | Tolone                                                                | 18-12                                                                 | Stade de France, Saint-Denis                                          | 79 612                                                                |
| 2012-13     | 1º giugno 2013                                                        | Castres                                                               | Tolone                                                                | 19-14                                                                 | Stade de France, Saint-Denis                                          | 80 033                                                                |
| 2013-14     | 31 maggio 2014                                                        | Tolone                                                                | Castres                                                               | 18-10                                                                 | Stade de France, Saint-Denis                                          | 80 174                                                                |
| 2014-15     | 13 giugno 2015                                                        | Stade français                                                        | Clermont                                                              | 12-6                                                                  | Stade de France, Saint-Denis                                          | 78 783                                                                |
| 2015-16     | 24 giugno 2016                                                        | Racing 92                                                             | Tolone                                                                | 29-21                                                                 | Camp Nou, Barcellona                                                  | 99 124                                                                |
| 2016-17     | 4 giugno 2017                                                         | Clermont                                                              | Tolone                                                                | 22-16                                                                 | Stade de France, Saint-Denis                                          | 79 771                                                                |
| 2017-18     | 2 giugno 2018                                                         | Castres                                                               | Montpellier                                                           | 29-13                                                                 | Stade de France, Saint-Denis                                          | 78 441                                                                |
| 2018-19     | 15 giugno 2019                                                        | Tolosa                                                                | Clermont                                                              | 24-18                                                                 | Stade de France, Saint-Denis                                          | 79 786                                                                |
| 2019-20     | Campionato cancellato a causa della Pandemia di COVID-19              | Campionato cancellato a causa della Pandemia di COVID-19              | Campionato cancellato a causa della Pandemia di COVID-19              | Campionato cancellato a causa della Pandemia di COVID-19              | Campionato cancellato a causa della Pandemia di COVID-19              | Campionato cancellato a causa della Pandemia di COVID-19              |
| 2020-21     | 25 giugno 2021                                                        | Tolosa                                                                | La Rochelle                                                           | 18-8                                                                  | Stade de France, Saint-Denis                                          | 14 000                                                                |
| 2021-22     | 24 giugno 2022                                                        | Montpellier                                                           | Castres                                                               | 29-10                                                                 | Stade de France, Saint-Denis                                          | 80 000                                                                |
| 2022-23     | 17 giugno 2023                                                        | Tolosa                                                                | La Rochelle                                                           | 29-26                                                                 | Stade de France, Saint-Denis                                          | 78000                                                                 |
| 2023-24     | 28 giugno 2024                                                        | Tolosa                                                                | Bordeaux Bègles                                                       | 59-3                                                                  | Stadio Vélodrome, Marsiglia                                           | 66760                                                                 |

### Riepilogo
| Squadra          | Titoli | Finali perse |
| ---------------- | ------ | ------------ |
| Tolosa           | 24     | 7            |
| Stade français   | 14     | 9            |
| Béziers          | 11     | 4            |
| Bordeaux Bègles  | 9      | 7            |
| Agen             | 8      | 6            |
| Lourdes          | 8      | 3            |
| Perpignano       | 7      | 9            |
| Racing 92        | 6      | 6            |
| Biarritz         | 5      | 3            |
| Castres          | 5      | 3            |
| Tolone           | 4      | 9            |
| Bayonne          | 3      | 4            |
| Pau              | 3      | 0            |
| Clermont         | 2      | 12           |
| Tarbes           | 2      | 3            |
| Narbonne         | 2      | 3            |
| Lione            | 2      | 1            |
| Mont-de-Marsan   | 1      | 3            |
| Montpellier      | 1      | 2            |
| Quillan          | 1      | 2            |
| Olympique        | 1      | 2            |
| Grenoble         | 1      | 1            |
| Carmaux          | 1      | 0            |
| FC Lyon          | 1      | 0            |
| Vienne           | 1      | 0            |
| La Voulte        | 1      | 0            |
| Montauban        | 1      | 0            |
| Dax              | 0      | 5            |
| Brive            | 0      | 4            |
| Bagnères         | 0      | 2            |
| La Rochelle      | 0      | 2            |
| SC Universitaire | 0      | 2            |
| Carcassonne      | 0      | 1            |
| Cognac           | 0      | 1            |
| FC Lézignan      | 0      | 1            |
| Mazamet          | 0      | 1            |
| RC Nizza         | 0      | 1            |
| Bourgoin-Jallieu | 0      | 1            |
| Colomiers        | 0      | 1            |